# Musée Boncompagni Ludovisi des Arts Décoratifs
Le musée Boncompagni Ludovisi (Museo Boncompagni Ludovisi)) est le musée de la galerie nationale d'art moderne et contemporain de Rome consacré aux arts décoratifs. Le musée est situé à Rome, Via Boncompagni, 18, près de l'élégante et historique Via Veneto.

## Histoire
Ouvert en 1995 pour la valorisation des beaux-arts appliqués, comme la haute couture italienne, la céramique, les bijoux et les costumes, le Musée Boncompagni Ludovisi est situé dans le Villino Boncompagni, une villa Art nouveau qui a été construite dans les premières années du XXe siècle. Le Villino Boncompagni a été donné en 1972 par la princesse Blanceflor de Bildt Boncompagni à la République italienne afin de promouvoir les arts et la culture. Après la restauration de l'édifice, le Villino a été donné par le ministère de la Culture italienne (MiBACT) à la galerie nationale d'art moderne et contemporain de Rome (GNAM).

## Organisation
Le musée Boncompagni Ludovisi recueille un grand nombre de peintures, de sculptures et de céramiques, une partie du mobilier du Villino Boncompagni ainsi que des œuvres de la galerie nationale d'art moderne et contemporain de Rome. La collection compte aussi plus de huit cents vêtements de haute couture et accessoires de mode qui illustrent l’histoire de la mode italienne dès ses débuts en 1900, jusqu’aux grands résultats[pas clair] des dernières décennies des beaux-arts appliqués.
Le musée propose aussi des expositions temporaires consacrées aux beaux-arts appliqués comme à l’art contemporain.

## Expositions
- Tristano di Robilant. (2007)
- La danza fotografica da Luciano Usai. (2008)
- Pino Procopio, Ulisse, Scene da un viaggio. (2008)
- Arnaldo Ginna Futurista. (2009)
- Lo zoo di Pinocchio. Galleria di ritratti dei personaggi-animali. Disegni di Filippo Sassoli. (2009)
- Rolando Monti - Dal tonalismo all'astrazione lirica. (2010)
- Fernanda Gattinoni. Moda e stelle ai tempi della Hollywood sul Tevere. (2011)
- Falsi ma Belli. (2011)
- Palma Bucarelli. La Palma della bellezza. (2012)
- Zecchin - Cambellotti e Le Mille e una notte. (2013)
- Joseph Pace, L'Eva Futura. (2014)
- Lydia Predominato, Una via d'uscita per un cuore costretto. (2014)
- Libri d'Artista, L'Arte da Leggere. (2021)
- Direzione dei Musei statali di Roma. Libri d'Artista, L'Arte da Leggere. (2021)
- Il Gioiello nella Moda e nell'Arte e Libro d'artista di Joseph Pace, Flowers#2. (2022)